# Династія Кхук
Династія Кхук (905—930 роки) — в'єтнамська династія, що правила в напівнезалежній державі Аннам. Утворилася після занепаду китайської династії Тан. 930 року повалено Південною Хань.

## Історія
З 602 року внаслідок занепаду династії ранніх Лі держава Вансуан була підкорена китайською імперією Суй. Було утворено префектуру Цзяочжі, а з 679 року — провінцію Аннам дохофу. З середини VIII ст. тут керували військові губернатори цзєдуши. В цей час починається поступовий занепад династії Тан. Він пришвидшився внаслідок потужного повстання Хуан Чао в 874—884 роках. Втім влада танський цзєдуши зберігалася до кінця століття.
Лише з початку 900-х років відцентрові тенденції торкнулися Аннаму. У 905 році було відізвано цзєдуши Ду Сіня, але нового не призначено. Династія Тан перебувала в агонії. Цим скористався в'єтський аристократ Кхук Тиа Зу, який захопив владу в Аннамі. Втім невдовзі отримав від китайського уряду посаду цзєдуши, а 906 року — посаду тунпінчжанші (чиновник, що спільно обговорює стан справ). 907 року після смерті Кхук Тиа Зу владу перебрав його син Кхук Хао.
Кхук Хао отримав посаду тимчасового цзєдуши. При цьому зберігав вірність імператорському двору, але користувався повною владою в Аннамі. Про самостійність правління Кхук Хао свідчить проведена ним адміністративна реформа, внаслідок чого Аннам було поділено на одиниці ло, фу, тяу, зяп, са. Він змінив деяких місцевих правителів, скоригував систему оподаткування, зокрема на землю. Втім у 908 році посаду цзєдуши Аннаму було передано Лю Іню з Гуанчжоу. Однак це не позначилося на становищі Хао, якому в 917 році спадкував син Кхук Тиа Мі.
Невдовзі вдалося отримати від імператора Мо-ді з династії Пізня Лян (номінального спадкоємця династії Тан) посаду цзєдуши, що вказонювало позиції Кхук Тиа Мі. Втім у 923 році після падіння Пізньої Лян ситуація змінилася не на користь династії Кхук. Лю Янь, засновник держави Південна Хань, а також спадкоємець Лю Іня, вважав, що йому належить посада цзєдуши Аннаму. Він відправив проти Кхук Тхиа Мі військо на чолі із Лі Шоуюном та ЛіКечженом, яке швидко завоювало Аннам, оскільки рід Кхук не зміг організувати гідний спротив. Тхи Мі було взято в полон й відправлено до Гуанчжоу. Намісником (циші) було призначено Лі Цзіня.
Втім вже у 931 році китайців з Аннаму вигнав Зионг Дінь Нге, військовик Кхук Тхиа Мі, який оголосив себе цзєдуши. Але у 937 році того було повалено Кієу Конг Тієном, якого у 938 році повалив зять Зионг Дінь Нге — Нго Куєн, що став засновником династії Нго.